# Ruisseau de Viadeyres
La Viadeyres est un ruisseau français  du Massif central qui coule dans le département du Cantal. C’est un affluent de l’Ander. Il fait partie du bassin versant de la Garonne par l’intermédiaire de l’Ander, puis de la Truyère et du Lot.

## Géographie
Le ruisseau de Viadeyres est la réunion de différents ruisseaux qui prennent tous leur source dans le massif de la Margeride. Il tient son nom du hameau de Viadeyres (commune de Saint-Georges) près duquel il coule. Au-delà du hameau de Broussade, le cours d’eau prend le nom de ruisseau de Valièrgues.
De 13,2 km de longueur, le ruisseau de Valièrgues prend sa source au Bouchet de Montchamp à 1081 mères d’altitude. Il dévale les contreforts ouest des monts de la Margeride en prenant une direction sud jusqu’au hameau de Boussade. À cet endroit il rejoint le ruisseau de Vabres et prend la direction sud ouest. Il suit alors un trajet sinueux et encaissé et rejoint l’Ander à Saint-Georges.

## Départements et communes traversées
Le ruisseau traverse ou longe les communes suivantes, toutes situées dans le département du Cantal : Vabres, Védrines-Saint-Loup, Saint-Georges

## Principaux affluents
| - Ruisseau de la Trémolière : 4,8 km - Ruisseau de Vabres : 1,7 km - Ruisseau de Madone : 1,4 km - Ruisseau du Bois de Saint-Gal : 2,5 km | - Ruisseau des Gases : 4,9 km - Ruisseau de la Fontaine de Chadelat : 5,2 km - Ruisseau de la Combe : 2,1 km - Ruisseau des Trompettes : 6,8 km |